# Mlaștina Okefenokee
Mlaștina Okefenokee (în original, Okefenokee Swamp) este o zonă joasă umedă, o mlaștină extinsă de circa 1.770 km² (echivalentul a 438.000 de acri), o zonă generatoare de turbă, aflată în partea sud-estică a statului american Georgia și în nordul statului Florida.
Cea mai mare parte a mlaștinei este protejată de două parcuri Okefenokee National Wildlife Refuge și Okefenokee Wilderness. Întinderea umedă [The] Okefenokee Swamp este considerată a fi una din cele Seven Natural Wonders of Georgia (Șapte minuni naturale ale statului Georgia). În același timp, zona umedă Okefenokee este cea mai mare zonă mlăștinoasă naturală din America de Nord.

## Istoric, etimologie
Cuvântul Okefenokee este transliterație în limba engleză însemnând în o limbă locală nativ-americană țara pământului tremurător. Întreaga zonă mlăștinoasă a fost desemnată în 1974 o zonă de National Natural Landmark.

## Geografie
Cursul de apă cel mai important al zonei este Râul Saint Mary (numit în original, Saint Marys River). Conform datelor culese de United States Geological Survey , cursul de apă are lungimea de circa 203 km (sau 126 mi ). Râul, care izvorăște undeva din partea sudică a zonei mlăștinoase, a fost numit după Sfânta Maria (Saint Mary în original), formând o bună parte a graniței sudice dintre statele Georgia și Florida. Traseul cursului râului Saint Mary din comitatul Baker, Florida, formeză totodată și punctele cele mai sudice ale statului Georgia.